# Новоржевски рејон
Новоржевски рејон (рус. Новоржевский район) административно-територијална је јединица другог нивоа и општински рејон смештен у централном делу Псковске области, односно на крајњем западу европског дела Руске Федерације.
Административни центар рејона је град Новоржев. Према проценама националне статистичке службе Русије за 2016, на територији рејона је живело 8.471 становника, што је чинило свега 1,31% од укупне обласне популације, у просеку око 5,04 ст/км².

## Географија
Новоржевски рејон смештен је у централном делу Псковске области. Обухвата територију површине 1.682 км², и по том параметру налази се на 16. месту међу 24 рејона у области. Граничи се са Порховским и Дедовичким рејоном на северу и североистоку, са Бежаничким рејоном на истоку и Опочким на југу. На западу је Пушкиногорски, а на северозападу Островски рејон. Рејонска територија је благо издужена у смеру север-југ у дужини од око 75 километара, док је ширина у смеру запад-исток око 30 километара.
У рељефу Новоржевског рејона издвајају се три целине. На крајњем северу рејона налазе се јужни обронци благо заталасаног моренског Судомског побрђа. То је брдски крај са надморским висинама између 70 метара у јужном, и до 284 метра (брдо Душилиха) у северном делу. Цело подручје је јако рашчлањено, а невелика брда међусобно су раздвојена мањим речним долинама и ујезереним и замочвареним депресијама. Идући ка југа надморска висина постепено опада, и у централном делу рејона којим доминира река Сорот — десна притока Великаје чијем сливу припада целокупна рејонска територија — и креће се у вредностима између 65 и 100 метара. То изразито низијско подручје означено као Соротска низија, алувијална равница која представља спону између велике Псковске низије на западу и Прииљмењске низије на истоку. Рељеф на југу рејона поново поприма брдски карактер, и у том делу рејона налази се Бежаничко побрђе у којем надморске висине постепено расту идући у смеру југа (од 75 до 328 метара). Ту се налази највиша тачка рејона, брдо Степулиха са висином од 328 метара (североисточно од изворишта реке Верже). Око 9% рејонске територије заузимају замочварена подручја, посебно у централним деловима рејона.
Целокупна рејонска територија налази се у сливном подручју реке Великаје, односно у басену реке Нарве и Балтичког мора. Најважнији водоток је десна притока Великаје, река Сорот са својом притоком Љстом. Поред Сорота који је најважнији водоток у рејону, крајњи северни део рејона налази се у басену реке Черјохе. Река Сорот пресеца рејонску територију у смеру исток-запад у дужини од око 66 километара (од укупно 80 километара тока). најважнија притока Сорота на територији рејона је река Љста. На територији рејона налазе се бројна мања језера ледничког порекла. Највеће је Посадниковско језеро са површином од 3,8 км².

## Историја
Новоржевски рејон званично је успостављен 1. августа 1927. године као административна јединица у саставу Псковског округа тадашње Лењинградске области. Одлуком Президијума Врховног совјета Совјетског Савеза од 22. августа 1944. рејон је административно прикључен новооснованој Псковској области.

## Демографија и административна подела
Према подацима са пописа становништва из 2010. на територији рејона је живело укупно 9.334 становника, док је према процени из 2016. ту живело 8.471 становника, или у просеку 5,04 ст/км². По броју становника Новоржевски рејон се налази на 20. месту у области са укупним уделом у обласној популацији од 1,31%. У административном центру рејона граду Новоржеву живи 3.358 становника (што је око 40%), док већина популације живи у сеоским срединама.
| 1959.  | 1970.  | 1979.  | 1989.  | 2002.  | 2010. | 2016.  |
| ------ | ------ | ------ | ------ | ------ | ----- | ------ |
| 29.357 | 22.627 | 18.256 | 15.854 | 12.217 | 9.334 | 8.471* |

Напомена:* Према процени националне статистичке службе. 
Према подацима са пописа из 2010. на подручју рејона регистровано је укупно 437 села (од којих је њих 132 било без становника, а у 158 села живело је мање од 5 становника) међусобно подељених у 4 трећестепене општине (једну градску и три сеоске). Једино градско насеље у рејону је град Новоржев, који се налази на око 144 километра југоисточно од административног центра области Пскова.

## Привреда и саобраћај
Најважнија привредна делатност на тлу рејона је пољопривреда, а нарочито су развијени месно и млечно сточарство и узгој житарица, лана и крмног биља.
Преко територије рејона пролази деоница аутопута Псков—Великије Луки.